# Lanson-BCC
Pour les articles homonymes, voir BCC.
Lanson-BCC (Boizel Chanoine Champagne), fondé en 1991, est en 2014, le troisième groupe mondial de champagne après le groupe LVMH et Vranken-Pommery Monopole.
Le groupe détient les champagnes : Lanson, Besserat de Bellefon, Chanoine Frères, Boizel, Philipponnat, de Venoge, Maison Burtin et Alexandre Bonnet.

## Histoire
Les champagnes Boizel ont été créés en 1834 par Auguste Boizel et sa femme Julie à Épernay. À partir de 1865, leur fils Édouard Boizel mène la construction des caves et celliers, et élabore les premiers crus et millésimes de la maison.
En 1991, les héritiers de la famille Boizel crée un groupe en faisant l’acquisition de deux sociétés : Chanoine Frères et Champenoise des Grands Vins,. Trois années plus tard, ils se rapprochent de Bruno Paillard et Philippe Baijot pour créer le groupe « Boizel Chanoine Champagne » qui est introduit dans le Second Marché de la Bourse de Paris pour augmenter son capital. En 1997 et suivante, le groupe fait les acquisitions de « Champagne Philipponnat » avec son célèbre vignoble « le Clos des Goisses », puis « Champagne de Venoge » et la « Maison Alexandre Bonnet » avec son important vignoble situé aux Riceys (Aube).
Le 22 mars 2006, le groupe « Boizel Chanoine Champagne » acquiert 99,9 % du capital de « Lanson International » pour 122,7 millions d'euros.
En 2010, l'entreprise adopte le nom de « Lanson-BCC » lors de la célébration du 250e anniversaire du Champagne Lanson,.

## Principaux actionnaires
| Actionnaire                   | %      |
| ----------------------------- | ------ |
| Paillard Bruno (famille)      | 42,4 % |
| Baijot Philippe (famille)     | 20,9 % |
| Roques Boizel (famille)       | 17,1 % |
| CM CIC Investissement         | 4,72 % |
| March Asset Management        | 1,00 % |
| Lanson (plan d'épargne)       | 0,90 % |
| FIL Gestion                   | 0,53 % |
| Syz Asset Management (Europe) | 0,44 % |
| Portzamparc Gestion           | 0,32 % |

## Marques
Au gré des décennies, « Lanson-BCC » a acquis plusieurs maisons de production de champagne :
- Lanson (Reims) ;
- Chanoine Frères (Reims), dont dépend la marque Tsarine ;
- Boizel (Épernay) ;
- De Venoge (Épernay) ;
- Philipponnat (Mareuil-sur-Aÿ) ;
- Alexandre Bonnet (Les Riceys) ;
- Maison Burtin (Épernay), dont une partie de la production est distribuée en grande surface sous des marques de distributeur et l'autre partie distribuée chez les cavistes et restaurateurs sous la marque « Besserat de Bellefon »[10].

Le groupe a segmenté le marché par prix et canaux de distribution. Pour chacun des quatre segments sur lesquels il opère, les marques ou cuvées correspondantes sont les suivantes :
- Prestige :
  - Noble cuvée de Lanson ;
  - Extra Âge de Lanson ;
  - Joyau de France de Boizel ;
  - Cuvée des Moines de Besserat de Bellefon ;
  - Clos des Goisses de Philipponnat ;
  - Louis XV de Venoge ;
  - Tzarina de Chanoine.

- Vente par correspondance :
  - Boizel.

- Distribution sélective (cafés, hôtels, restaurants et cavistes) :
  - Lanson ;
  - Besserat de Bellefon ;
  - Philipponnat ;
  - de Venoge.

- Grandes et moyennes surfaces :
  - Lanson ;
  - Tsarine ;
  - Alfred Rothschild ;
  - Chanoine Frères ;
  - MDD.

## Direction
- Le PDG et principal actionnaire est Bruno Paillard[11]. Ce dernier possède également une maison de champagne du même nom[12],[13].

## Galerie

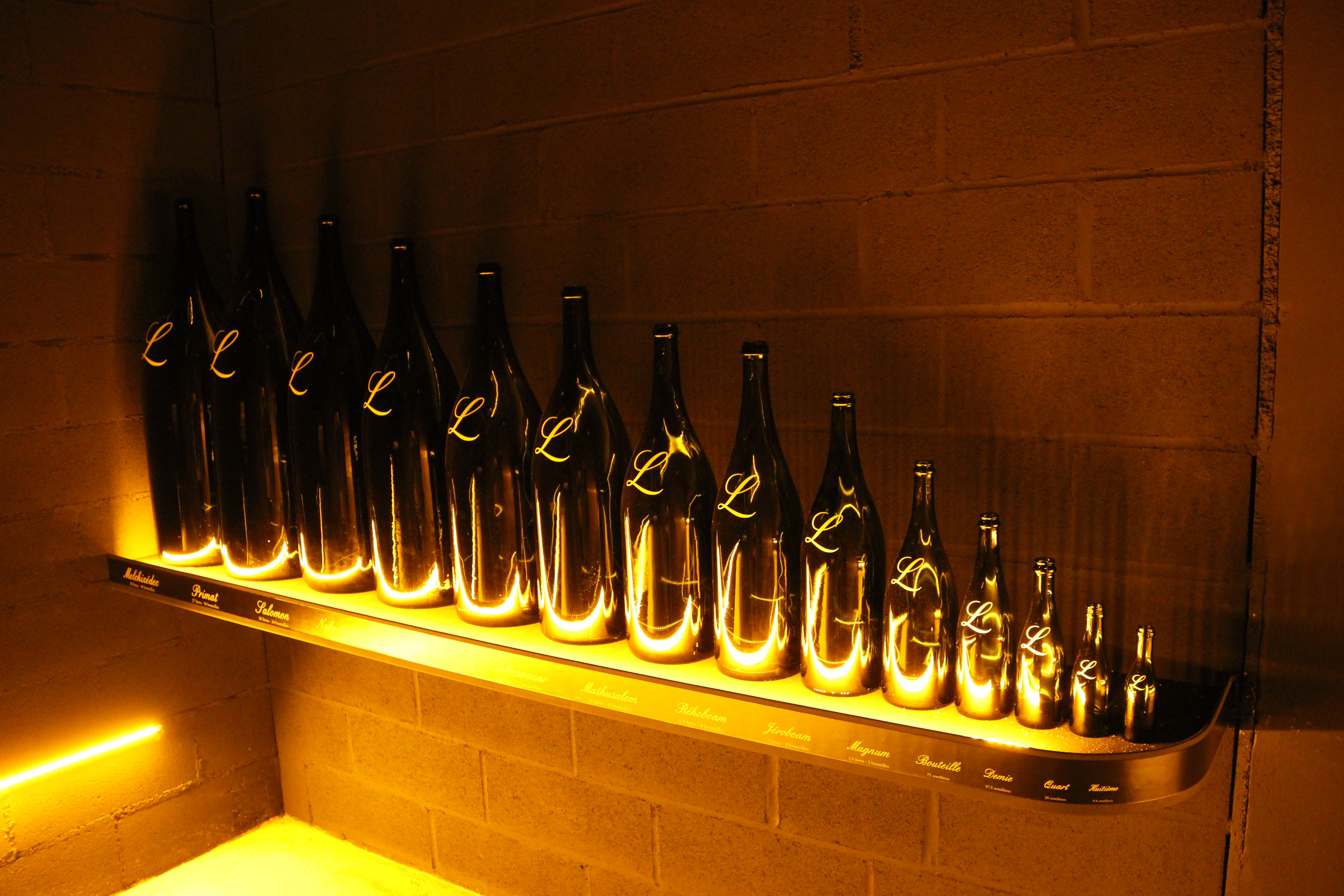
Différentes contenances de champagnes « Lanson » en 2014.
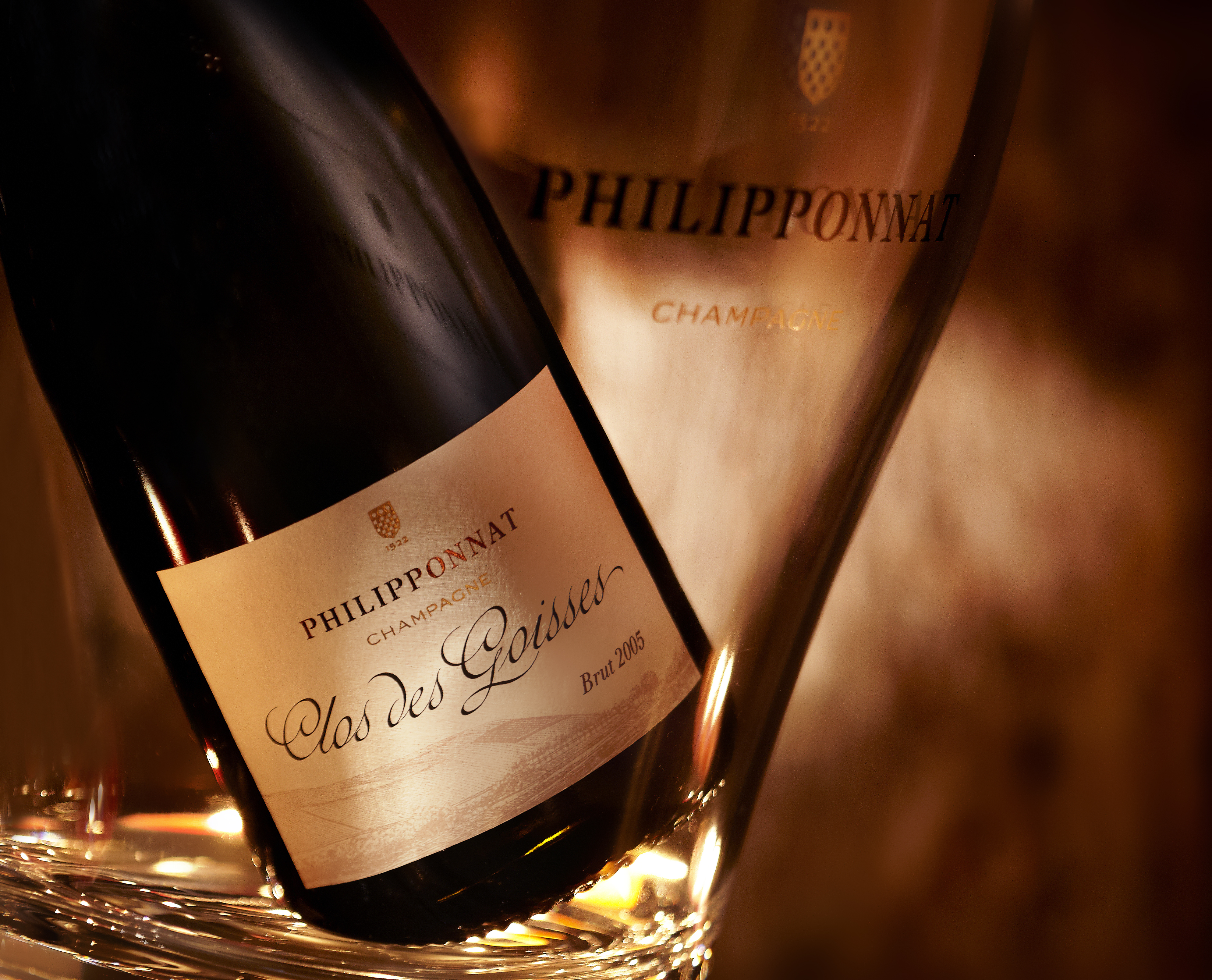
Champagne Philipponnat « Clos des Goisses » Brut 2005.
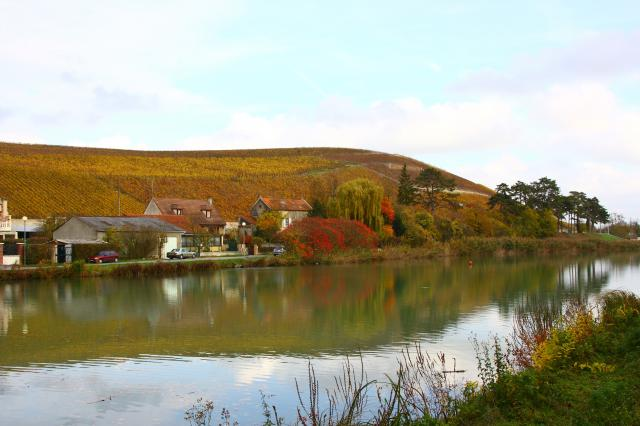
Vue du « Clos des Goisses » depuis la rive sud du canal de la Marne en 2015.
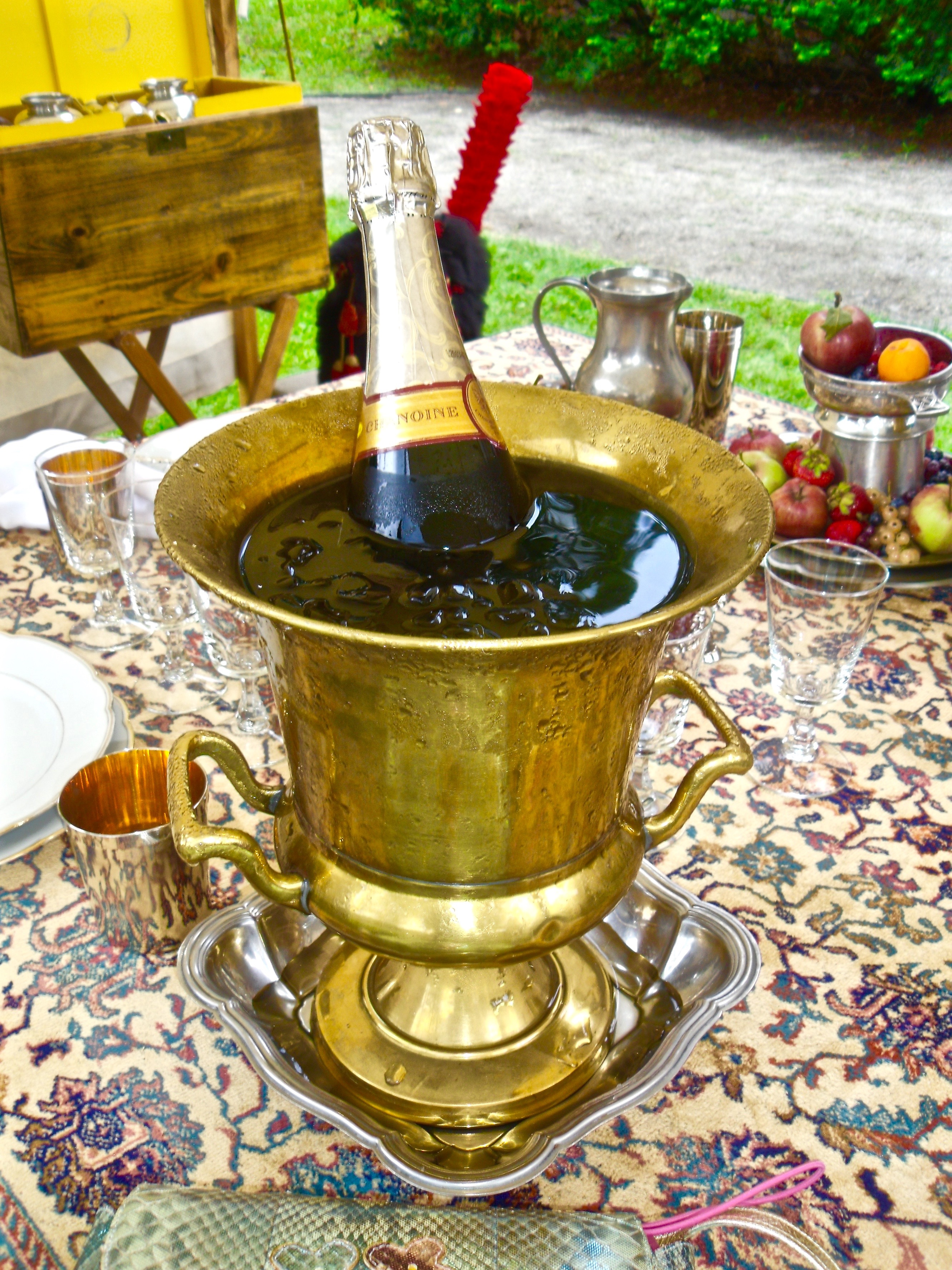
2015 : Jardinée napoléonienne au Château Dufresne de Montréal (Canada).